# Arie van Namen
Arie Hermanus van Namen (Amsterdam, 29 oktober 1913 – Amersfoort, 8 december 2000) was een Nederlands verzetsstrijder tijdens de Tweede Wereldoorlog. 

## Biografie
Arie van Namen werd geboren in Amsterdam als zoon van Huibert van Namen en Willemina Hendrika Schrier. In 1930 behaalde hij zijn diploma voor de 5-jarige Christelijke HBS. In 1933 slaagde hij voor het Staatsexamen Toelating Universiteit. Vervolgens studeerde hij rechten aan de Vrije Universiteit Amsterdam. Hij was lid van het dispuut Demosthenes. In 1937 behaalde hij zijn doctoraalexamen. Na zijn studie werd hij advocaat en procureur.

### Tweede Wereldoorlog
In 1940 werd Vrij Nederland opgericht. Van Namen was vanaf het vierde nummer lid van de redactie van het verzetsblad. Hij maakte vier en een half jaar deel uit van de leiding van het blad. In januari 1945 werd hij door de Sicherheitsdienst gearresteerd tijdens een vergadering over de voorbereiding van Stichting 1940-1945. De vergadering bleek verraden te zijn door Johan van Lom.
Tijdens zijn verblijf in het Huis van Bewaring aan de Weteringschans schaakte Van Namen in het geheim met medegevangenen, onder wie Jaap Buijs. Zijn papieren schaakspel werd in 2016 teruggevonden en opgenomen in de collectie van het Rijksmuseum Amsterdam.

### Na de oorlog
Na de oorlog was Van Namen nog enige tijd werkzaam als directeur van Vrij Nederland, voordat hij terugkeerde naar de advocatuur. Van 1959 tot 1974 was hij als rechter verbonden aan de rechtbank Amsterdam. Van Namen was medeoprichter en bestuurslid van de Stichting 1940-1945. Hij was bestuurslid van de Stichting "De Eerebegraafplaats te Bloemendaal". Ook was hij medeoprichter en, van 1973 tot 1987, bestuurslid van de Stichting Centrum '45. 
In 1974/1975 deed Van Namen, op verzoek van de staatssecretaris van CRM, een studie naar de wetten en regelingen die in het leven waren geroepen voor deelnemers aan het verzet, vervolgden en slachtoffers van meer algemene oorzaken tijdens de Tweede Wereldoorlog. Dit leidde tot het rapport Harmonisatie/coördinatie van regelingen aangaande hulpverlening oorlogsslachtoffers ('s-Gravenhage, Staatsuitgeverij 1975).
Van Namen overleed in 2000. Hij werd begraven op begraafplaats Zorgvlied in Amsterdam (graf is geruimd).

## Onderscheidingen
- Officier in de Orde van Oranje-Nassau
- Ridder in de Orde van de Nederlandse Leeuw[14]
- Oorlogskruis met de palm[15]

- International Standard Name Identifier: 0000 0003 8884 2984
- Nederlandse Thesaurus van Auteursnamen: 072923253
- Virtual International Authority File: 1875161211841440070000